# Петс клуб
Петс клуб је француска-моначанска цртана серија од 52. епизоде. Подржана је од стране ветеринара. У Србији, Хрватској, Црној Гори, Босни и Херцеговини и Северној Македонији се емитује на српском језику на Минимакс ТВ. Синхронизацију је радио студио Студио.

## Радња
У центру дешавања су троје деце: Нина, Тим и Оскар. Они су оснивачи Петз клуба и циљ им је да пронађу изгубљене љубимце многе деце. Увек их прати и Тимов верни пас Марлу.

## Ликови
- Нина има 8 година и творац је идеје о оснивању Петз клуба, након што је изгубила свог лабрадора.
- Тим има 7 година. Спортски је тип и воли рвање. Његов алтер его је Зарак - људска звер, успомоћ кога често помаже мисијама Петз клуба.
- Оскар има 7 и по година. Он је детектив Петз клуба. Има велики апетит и љубитељ је ТВ серија.

## Улоге
| Име лика | Име глумца |
| -------- | ---------- |
| Нина     |            |
| Тим      |            |
| Оскар    |            |

## Списак епизода
- Списак епизода Петс клуба